# Le Vigan, Gard
Le Vigan är en kommun i departementet Gard i regionen Occitanien i södra Frankrike. Kommunen ligger i kantonen Le Vigan som tillhör arrondissementet Le Vigan. År 2022 hade Le Vigan 3 786 invånare.

## Befolkningsutveckling
Antalet invånare i kommunen Le Vigan
Referens:INSEE